# 选择性5-羟色胺再摄取抑制剂

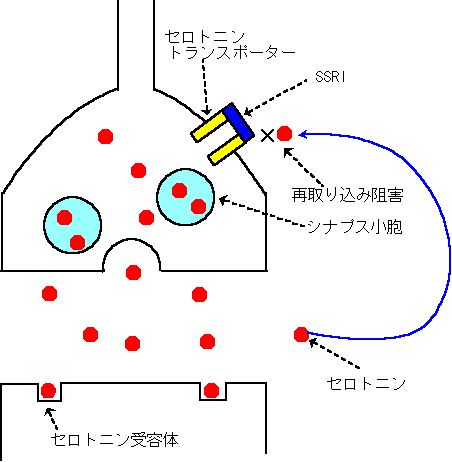
SSRI作用机制模式图

选择性5-羟色胺再摄取抑制剂（英語：Selective Serotonin Reuptake Inhibitor），也称选择性血清素再摄取抑制剂，是一类常用的抗抑郁药，自20世纪80年代后期开始用来治疗抑郁症、焦虑症、强迫症及神经性厌食症。此类药物过量时通常比三环类抗抑郁药和单胺氧化酶抑制剂安全得多。
常用的SSRI（前五种被誉为“抗抑郁药的五朵金花”）：
- 氟西汀
- 帕罗西汀
- 舍曲林
- 氟伏沙明
- 西酞普兰
- 艾司西酞普兰

其他SSRIs：
- 达泊西汀（主要用于治疗早泄）
- 吲达品（已停产）

| Selective serotonin reuptake inhibitors (SSRIs) | Selective serotonin reuptake inhibitors (SSRIs) | Selective serotonin reuptake inhibitors (SSRIs) | Selective serotonin reuptake inhibitors (SSRIs) | Selective serotonin reuptake inhibitors (SSRIs) |
| ----------------------------------------------- | ----------------------------------------------- | ----------------------------------------------- | ----------------------------------------------- | ----------------------------------------------- |
| 西酞普兰                                        | 达泊西汀                                        | 艾司西酞普兰                                    | 氟西汀                                          | 氟伏沙明                                        |
|                                                 |                                                 |                                                 |                                                 |                                                 |
| 吲达品                                          | 帕罗西汀                                        | 舍曲林                                          | 齐美定                                          |                                                 |

## 副作用

### 性功能障礙
SSRI所致的性功能障碍（Post-SSRI sexual dysfunction）常見症状為：性欲减退、性无能或者阴道润滑度降低、在缺乏欲望的情况下持续性的性唤醒障碍、延迟或者缺乏性高潮、对性刺激的回应缺失或者减弱。初步研究发现，有不到10%患者报告这种症状。实际诊疗中，参与其中的医生陈述，服药的精神方面患者接近60%呈现出这一症状。 “自觉报告”这一机制本身被认为是导致其报告数据比针对性询问后得出的数据低的本质原因，抑或者是患者在陈述有关“性功能障碍”方面时存在记忆偏差或羞于启齿。
虽然性功能障碍在服用SSRIs时有可能较为普遍，停药后出现持续性性功能障碍并不多见——至少少于大众认知中的数据。性功能问题经常发生在服用SSRIs期间，或者有时在延长SSRIs的使用后，但也出现了服用SSRIs后快速出现性功能问题的报告。有些人在SSRIs类药物停药后不能恢复他们的性功能，并面临着持续的后SSRIs的性功能障碍症状。在一项研究中，SSRIs诱发的性功能障碍的病人被切换到多巴胺能抗抑郁药阿米庚酸，55％的病人在6个月后仍然有一些类型的性功能障碍，而单用阿米庚酸治疗的对照组只有4％。在最近的安慰剂对照的双盲研究测试SSRIs类药物用于治疗早泄的疗效，已经注意到了这些药物治疗的延缓射精的效应在一定的试验参与者的比例中可能会在停药后持续数月。
目前没有已知的对PSSD的治愈方法，很大原因是因为它的病理还很少被理解。可能的针对SSRIs导致的性功能障碍的治疗选项还只是理论上被评估。然而，一直缺乏对于潜在治疗方法进行随机的，安慰剂对照的，双盲的试验。在那些已经完成的试验中，有证据支持下列治疗策略：对于勃起障碍，增加额外的PDE5抑制剂比如西地那非，对性欲降低，增加或者转换到安非他酮，对整体性的性功能障碍，转换到奈法唑酮。
据对精神病学家的一项调查显示，安非他酮是为SSRIs引起性功能障碍的治疗的首选药物，虽然这不是一个FDA批准的处方。36%精神科医生优选为SSRIs诱发的性功能障碍的患者转换到安非他酮，和43％的人赞成在现行的药物外增加安非他酮。高剂量的安非他酮（最低300毫克）可能是必要的：一项随机研究以31个目标为参考，使用较低剂量（150毫克），每日一次，未能发现在安非他酮，性功能治疗或联合治疗之间的显著差异 ，而随后的研究中有234例采用安非他酮SR150毫克，每天两次，显著改善性功能。
其他一些标签外处方包括普拉克索，罗匹尼罗，育亨宾和其它可能增加血液中多巴胺水平的化合物，虽然没有进行过双盲和安慰剂对照试验显示其疗效。卡麦角林，即D2受体的激动剂，这反过来又降低催乳激素，已使得性高潮丧失受试者的三分之一完全恢复性高潮，并使得另外三分之一受试者部分恢复性高潮。
绝大多数对性功能障碍的研究针对男性进行，尽管一些对妇女所做的研究显示安非他酮对其有效（剂量>300毫克/天）。已经有1研究显示使用西地那非对性高潮功能可能有益处，尽管没有性欲望或性唤醒的改变。